# Frédéric Moyersoen
Frédéric Moyersoen (geboren 1961) ist ein belgischer Spieleautor, der vor allem bekannt wurde durch das von ihm auf einem Verrätermechanismus entwickelte Kartenspiel Saboteur, das international in mehr als 30 Sprachen erschienen ist.

## Biografie
Frédéric Moyersoen arbeitete vor seiner Karriere als Spieleautor als Verkäufer für dekorative Beleuchtung sowie danach für Elektrogeräte, danach arbeitete er bei einem Pharmaunternehmen und einer Versicherungsgesellschaft. Mitte der 2000er Jahre begann er damit, Spiele zu entwickeln. Dabei konzentrierte er sich von Anfang an auf kleinere Spiele, vor allem Kartenspiele. 2002 gewann er einen Grafikwettbewerb und konnte sein erstes Spiel Gouda! Gouda! bei dem französischen Verlag Descartes Editeur veröffentlichen.
2004 erschien mit Saboteur bei Amigo sein bis heute bekanntestes und erfolgreichstes Spiel. Es folgten Kinderspiele wie Lari Safari 2005 bei HABA sowie Nicht zu fassen 2009 bei Zoch Spiele, das für das Kinderspiel des Jahres 2009 nominiert wurde sowie den Österreichischen Spielepreis als „Spiele Hit für Kinder“ sowie 2010 als Cache Moutons den französischen Kinderspielepreis As d’Or – Jeu de l’Année enfant gewann. 2011 folgte mit Saboteur 2 eine Erweiterung für Saboteur und in der Folge wurde das Kartenspiel um mehrere Sonderkarten, der Duell-Version Saboteur: Das Duell 2014, der Brettspielversion Saboteur: The Lost Mines 2018 und 2022 einer weiteren eigenständigen Kartenspielversion mit dem Titel Saboteur: The Dark Cave erweitert. Im Jahr 2015 wurden von dem Spiel und seinen Erweiterungen zusammen mehr als 300.000 Einheiten verkauft, bis zu diesem Zeitpunkt wurde es insgesamt mehr als 1,4 Millionen Mal gekauft und lag in mehr als 30 verschiedenen Sprachen vor.

## Ludographie (Auswahl)
- 2002: Gouda! Gouda! (Descartes Editeur)
- 2003: La Courte paille (Darwin Project)
- 2004: Saboteur (Amigo)
- 2004: Dynamit Joe (Tilsit)
- 2005: Lari Safari (HABA)
- 2008: Bacchus’ Banquet (Mayfair Games)
- 2009: Nicht zu fassen (Zoch)
- 2009: Batt'l Kha'os (Z-Man Games)
- 2010: Nuns on the Run (Mayfair Games)
- 2010: Van Helsing (Sirius Products)
- 2011: Saboteur 2 (Amigo, Erweiterung zu Saboteur)
- 2011: Cherokee (White Goblin Games)
- 2011: Ninja: Legend of the Scorpion Clan (AEG)
- 2011: Saboteur Gold (Gigamic; Saboteur und Saboteur 2, nicht auf Deutsch erschienen)
- 2012: Whitewater (Mayfair Games)
- 2012: Fieser Zauber (HABA)
- 2014: Knockout (Victory Point Games)
- 2014: Bedpans & Broomsticks (Mayfair Games)
- 2014: Saboteur: Stollengold (Amigo, Mini-Erweiterung zu Saboteur)
- 2014: Robin (Flatlined Games)
- 2014: Saboteur: Das Duell
- 2015: Jolly Roger: Klar zum Entern! (Ares Games, Heidelberger Spieleverlag)
- 2015: Kesselchaos (HABA)
- 2016: Brumm Brumm (Blue Orange Games)
- 2016: Treasure Lair (AEG)
- 2017: Pyramid of the Sun (Strawberry Studio)
- 2018: Saboteur: The Lost Mines (Amigo)
- 2019: Arktika (Evrikus)
- 2020: Save The Dragon (Blue Orange Games)
- 2021: Ship Ahoy (Albi)
- 2022: The Longest Trench (mit Arno Maesen; Udo Grebe Gamedesign)
- 2022: Saboteur: The Dark Cave (Amigo)
- 2022: Unsolved: Der Jagd-Unfall (Amigo)
- 2023: Unsolved: Tod auf der Jacht (Amigo)
- 2024: Saboteur: 20 Jahre-Edition
- 2024: Bite the Bullet (All Alone Games)